# Marco Emilio Barbula
Marco Emilio Barbula (in latino Marcus Aemilius Barbula; fl. III secolo a.C.) è stato un politico romano.

## Biografia
Figlio di Lucio Emilio Barbula, (console nel 281 a.C.), fu a sua volta eletto console della Repubblica romana nel 230 a.C. con Marco Giunio Pera. Con il collega condusse la guerra contro i Liguri. Come riportato da Giovanni Zonara, i cartaginesi erano propensi a scatenare una nuova guerra contro Roma, non appena saputo dell'impegno romano contro i Liguri; ne furono però dissuasi subito, perché i Romani entrarono in forze nel loro territorio e perciò li accolsero come amici ed alleati . Si tratta evidentemente di un errore grossolano e con tutta probabilità bisogna riferirsi ai Galli e non ai Cartaginesi, dato che, come riportato da Plutarco, in quegli anni i Galli erano sul piede di guerra, dopo l'approvazione della legge Flaminia per la ridistribuzione delle terre del Piceno.